# تپه قره باغ
تپه قره باغ مربوط به دوران‌های تاریخی پس از اسلام است و در شهرستان تاکستان، روستای جرندق واقع شده و این اثر در تاریخ ۲۵ اسفند ۱۳۷۸ با شمارهٔ ثبت ۲۶۳۶ به‌عنوان یکی از آثار ملی ایران به ثبت رسیده است.